# Клан Эгню
Эгню — один из кланов равнинной части Шотландии.

## История клана

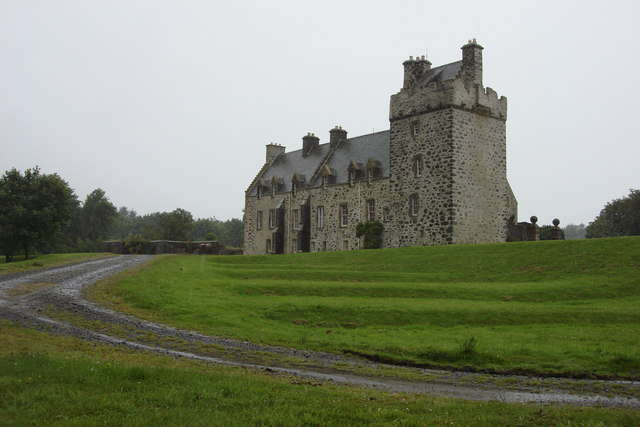
Замок Лохнау в 2007 году

Существует две версии происхождения названия клана. Согласно первому предположению, название произошло от норманнского дворянского рода d`Agneaux, члены которого приехали из Нормандии в Англию, а затем перебрались в Ольстер и, наконец, в Шотландию.
Согласно второй версии, название произошло от ольстерского клана O`Gnimh (произносится как O`New). Члены этого клана были потомственными бардами-сказителями при могущественном семействе О`Нейлов, которые принадлежали к клану Aodha Bhuidhe из Антрима. С течением времени название клана изменялось (O`Gnive, O`Gnyw, MacGnive) и в итоге пришло к современному варианту Agnew. Такая версия позволяет предположить наличие у Эгню общих предков с другими старинными родами — Макдональдами и Макдоннелами (через Сомерледа, короля Островов, который также имел ольстерские корни). Кроме того, на гербе Эгню изображён орёл, который также присутствует на гербах потомков Сомерледа.
Конечно сами Эгню предпочитают придерживаться версии о своём ирландском происхождении. Однако, известно, что в XII веке сэра Джона де Корки, завоевателя Ольстера, сопровождал Агнео, англо-норманнский рыцарь, который получил обширные земли в Антриме. Следовательно получается, что какие-то Эгню прибыли из Нормандии в Англию, затем в Ирландию, а оттуда в Шотландию.
Первое достоверное упоминание об Эгню было в 1190 году, когда Уильям дез Агню подписал договор между Ранульфом де Сулиом и аббатством Джедборо. В 1363 году Эгню из Лохноу были назначены Давидом II наследственными шерифами Голлоуэя и стали крупными землевладельцами в числе вассалов Дугласов. В 1426 году Эндрю Эгню был назначен констеблем замка Лохноу, а в 1451 году шерифом Вигтауна. Патрик Эгню, его правнук, жил во времена королевы Марии и Якова VI. Когда Мария I Стюарт была свергнута и заключена в тюрьму в замке Лохлевен, лэрды Голлоуэя признали юного короля Якова, но продолжали поддерживать королеву, рискуя своим имуществом. Его сын, сэр Патрик Эгню из Лохноу, был 7-м наследственным шерифом Вигтауна и в 1629 году получил от Карла I титул баронета Новой Шотландии. Его потомок, сэр Эндрю Эгню был известным комендантом замка Блэр, резиденции герцога Атолла. Ветвь этого семейства переселилась в Ольстер и получила от Якова VI земли Ларна и замок Килвогтер. Тогда многие Эгню получили земли в Ирландии, и поэтому среди Эгню есть и католики, и протестанты.
Нынешний глава семейства Эгню — сэр Криспин Эгню из Лохноу, Герольд Ротсея в Суде лорда-герольдмейстера Шотландии (Суд Льва). Поместьем Лохноу семейство владеет с XV века, а Странраер был куплен австралийкой мисс Дэлем Эгню в 1950-х годах. Она происходит от сэра Джеймса Уилсона Эгню, который переселился в Тасманию приблизительно в 1840 году и позже стал президентом.
Падение Дугласов увеличило благосостояние Эгню в Голлоуэе, но привело их к конфликту с Маккитами и Макклелландами и другими, которые завидовали их успеху и часто совершали набег на земли шерифов, родственники которых неизменно принимали ответные меры.